# Маоистская Коммунистическая партия Манипура
Маоистская Коммунистическая партия Манипура — маоистская политическая партия в Манипуре, целью которой является «создание коммунистического общества путем вооруженной революционной войны». Маоистская коммунистическая партия Манипура также намерена освободить народ Манипура от того, что они считают «колониальной Индией».

## Предпосылки и идеология
Маоистская Коммунистическая партия Манипура (МКПМ) была образована в августе 2011 года после внесения поправок в свою конституцию в соответствии с Марксизмом-Ленинизмом-Маоизмом и решила принять его в качестве руководящей идеологии партии. После первой конференции партии, которая состоялась на Северо-Востоке, партия опубликовала заявление, в котором говорилось, что МКПМ решила осуществить Новую демократическую революцию и будет вести затяжную народную войну в сотрудничестве с другими «маоистскими революционными партиями».

## Организация
Координатором Постоянного комитета МКПМ является Кьонхан, а его заместителем председателя — Манг Улен Сан. Секретарем по связям с общественностью и пропаганде является Нонглен Мейтей. МКПМ утверждала, что Чингранглен Мейтей, который являлся генеральным секретарем партии, был обнаружен и арестован отрядом вооруженных сил Индии, когда он приближался к своим товарищам. 20 мая 2014 года МКПМ опубликовала официальное заявление о том, что партия не смогла отследить Чингранглена Мейтея с момента его предполагаемого похищения [индийским персоналом] и не имеет ни малейшего представления о его «местонахождении».
Объединенная революция все еще терпит неудачу в Манипуре из-за продуманного замысла тех, кто пытается создать раскол среди коренного населения, проживающего в штате с незапамятных времен.Нонглен Мэйтэй, 2012 год

### Центральный Военный Совет
21 сентября 2012 года МКПМ сформировала Центральный военный совет партии (ЦВС), и Тайбанглен Мэйтэй также является председателем ЦВС.

### Новое Народное Ополчение
21 сентября 2012 года МКПМ также сформировала вооруженное крыло под руководством своего ЦВС, известное как «Новое Народное Ополчение», целью которого является формирование «Народной Партизанской Армии». Председатель партии заявил, что Новое Народное Ополчение (ННО) было создано в свете теории Мао о трех волшебных оружиях, и ее целью является «проведение наступления против колониальных сил, чтобы вернуть народу Манипура статус свободы». Партия считает, что, несмотря на то, что она находится на «начальной стадии», она все еще «способна начать наступление в мобильных устройствах», и надеется увеличить численность ННО, стремясь «эффективно начать позиционную войну с врагом [индийским государством]».

## Правовой статус
MКПM — запрещенная организация.

## Отношения с другими повстанцами
Коммунистическая партия Индии (маоистская) назвала создание МКПМ «событием исторического значения в анналах истории революции в Южной Азии» и заявила, что «она будет сражаться плечом к плечу с ними [MCPM] в борьбе против общего врага — Индийского Государства». КПИ (маоистская) также поддерживала тесные связи с КПК (маоистской) и Народно-освободительной армией Манипура в прошлом. КПК (маоистская) в ноябре 2010 года пообещала «поддержку» «индийским маоистам».

Мировая Пролетарская революция получила бы новую жизнь, если бы маоистские группы, действующие в Азии, работали вместе на общей платформе, создав Азиатский Координационный Совет Маоистов.— Тайбанглен Мэйтэй, по случаю второй годовщины МКПМ

## Бойкот выборов
MCPM бойкотировала выборы в Законодательное собрание Манипура в 2012 году и запретила «все функции, связанные с выборами» в штате, потому что партия считала, что «выборы в собрание в Манипуре никогда не принесут благосостояния людям и не принесут никакого развития» и просто усилит «индийскую систему правления».
В апреле 2014 года MCPM призвала к «политической забастовке» в Манипуре и бойкотировала всеобщие выборы в Индии 2014 года в штате, заявив, что «выборы в Индии не нужны». Запрет, наложенный на всеобщие выборы в Индии в 2014 году в Манипуре МКПМ вместе с Объединенным революционным фронтом и Национальной армией Куки (Индия), повлиял на политическую агитацию кандидатов, и им пришлось отказаться от своей поквартирной кампании. в то время как несколько кандидатов избегали посещения своих избирательных округов, поскольку, вне всякого сомнения, ожидалось насильственное вооруженное столкновение, если бы в Манипуре была предпринята попытка «предвыборной агитации». МКПМ призвала своих товарищей внимательно и внимательно следить за избирательной кампанией политических партий и их конкурентов, а также применять стратегии, направленные на то, чтобы докучать избирательному процессу, избегая при этом создавать неудобства для людей.

Проведение выборов в Индии в Манипуре было не чем иным, как преднамеренной попыткой отвлечь внимание народа государством от вооруженной борьбы за освобождение и изображать ее (освободительную борьбу) в неправильном смысле.— Маоистская Коммунистическая партия Манипура, 2014 год